# بستيون
بستيون (بالإنجليزية: Bestune) (بالصينية: 一汽奔腾; البينيين: Yīqì Bēnténg)، المعروفة سابقًا باسم بستورن (بالإنجليزية: Besturn)، هي علامة تجارية للسيارات مملوكة لشركة صناعة السيارات الصينية مجموعة فاو.
تنتج بستيون حاليًا سيارات ركاب ذات ميزانية محدودة لمجموعة فاو.

## التاريخ

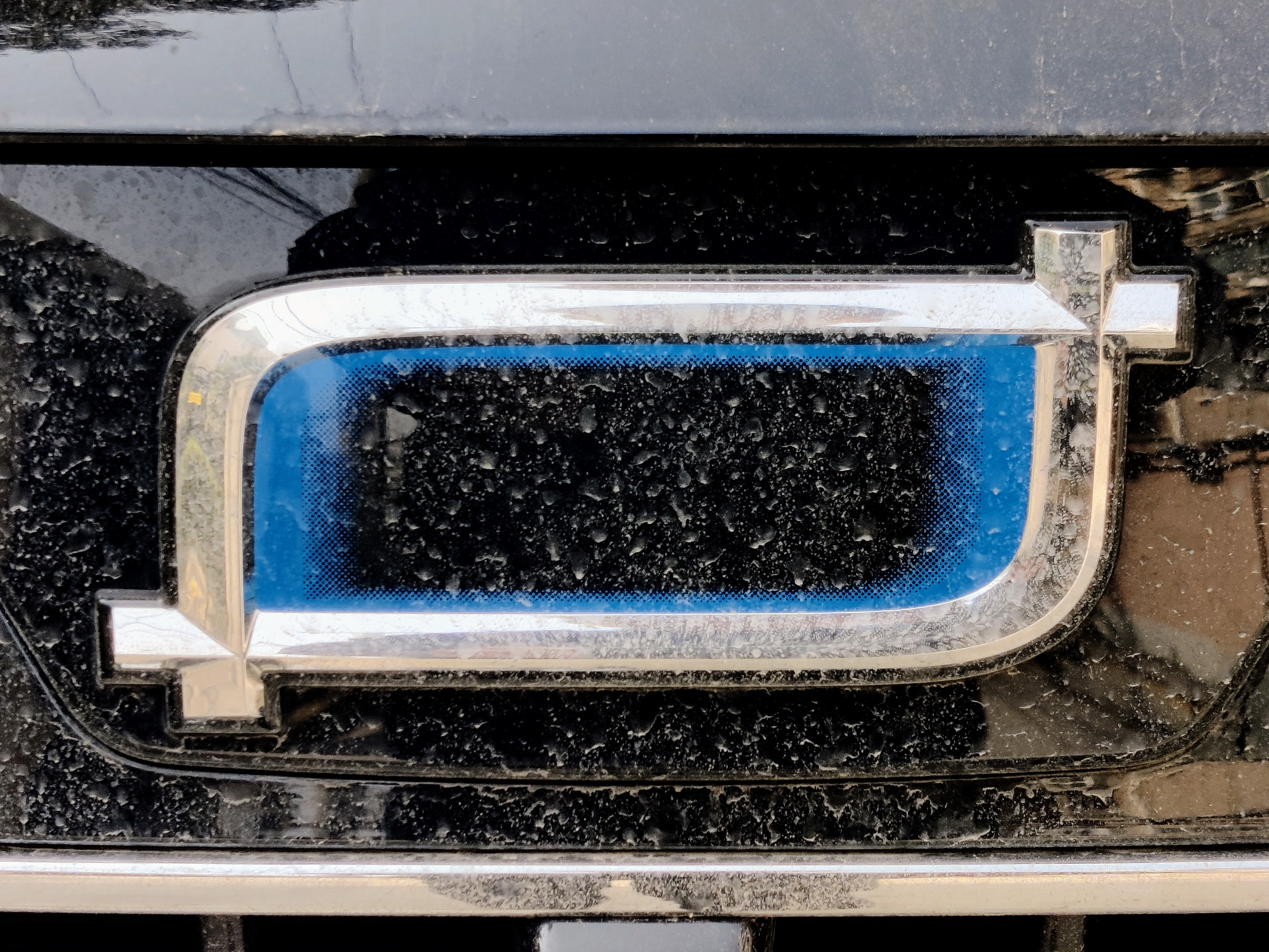
شارة بستيون الحالية من بستيون تي 99 فيس ليفت في عام 2021

في عام 2006، ظهرت بستيون بي 70، التي تم تطويرها على أساس مازدا 6، لأول مرة كأول نموذج لعلامة بستورن التجارية.
النموذج الثاني للعلامة التجارية، بستيون بي 50 ظهر لأول مرة في عام 2009.
في عام 2012، بدأت شركة بستيون في بيع مركباتها في السوق الروسية مع طراز بي 50 كأول طراز تم بيعه، والذي ظهر لأول مرة في صالون موسكو الدولي للسيارات 2012. أفيد أن هناك مشروعًا مشتركًا مع أفتوتور لتصنيع بستورن إكس 80 في روسيا في عام 2015. بدأ تصنيع بستورن إكس 80 في روسيا في أبريل 2017 وأعلنت فاو أنها ستبيع ما لا يقل عن طرازين أو ثلاثة طرازات أخرى بحلول عام 2018.
في نهاية عام 2018، قررت الشركة المصنعة إعادة تسمية اسم بستورن باللغة الإنجليزية إلى بستيون. ظل الاسم الصيني بينتينج دون تغيير.
في ديسمبر 2020، أعلنت مجموعة فاو عن إعادة هيكلة فاو بستيون و فاو جيفانغ. تم نقل بستيون من فاو للسيارات إلى شركة فاو المحدودة (مجموعة فاو) وستعمل بشكل مستقل كشركة فرعية مملوكة بالكامل لـ مجموعة فاو. تم تعيين فاو جيفانغ للإدراج في سوق رأس المال.
في 15 ديسمبر 2022، أعلنت بستيون عن إطلاق شعار العلامة التجارية للمنتج الجديد.
في ديسمبر 2022، أعلنت مجموعة فاو عن نقل 17.02% من أسهم فاو جيفانغ إلى بستيون، مما يوفر الدعم المالي لشركة بستيون.
في سبتمبر 2023، أعلنت بستيون عن الانتهاء من مشروع زيادة رأس المال، حيث زاد رأس المال المسجل من 6.0 مليار يوان صيني إلى 8.4 مليار يوان صيني. مع مجموعة يويدا للسيارات، وهي شركة تابعة لمجموعة يويدا المملوكة للدولة، أصبحت أول مستثمر خارجي يتم تقديمه إلى بستيون. تمتلك شركة فاو المحدودة (مجموعة فاو)، وفاو للاستثمار في الأسهم، ومجموعة يويدا للسيارات حصصًا تبلغ 86.16%، و11.87%، و1.97% على التوالي.

تاريخ شعارات بستيون

## المنتجات

### النماذج الحالية
- بستيون إم 9 (2023 إلى الوقت الحاضر)، إم بي في
- بستيون بي 70 (2006 إلى الوقت الحاضر)، سيارة سيدان متوسطة الحجم
- بستيون بي 70 إس (2022 إلى الوقت الحاضر)، سيارة الدفع الرباعي المدمجة
- بستيون تي 99 (2019 إلى الوقت الحاضر)، سيارة الدفع الرباعي متوسطة الحجم
- بستيون تي 90 (2023 إلى الوقت الحاضر)، سيارة الدفع الرباعي متوسطة الحجم
- بستيون تي 77 (2018 إلى الوقت الحاضر)، سيارة الدفع الرباعي المدمجة
- بستيون تي 55 (2021 إلى الوقت الحاضر)، سيارة الدفع الرباعي المدمجة
- بستيون إي 01 (2021 إلى الوقت الحاضر)، سيارة الدفع الرباعي الكهربائية المدمجة
- بستيون نات (إي 05) (2021 إلى الوقت الحاضر)، سيارة متعددة الأغراض كهربائية
- بستيون بوني (2023 إلى الوقت الحاضر)، سيارة المدينة
- بستيون يواي 03 (قادم)، سيارة رياضية متعددة الاستخدامات صغيرة الحجم، بي إي في

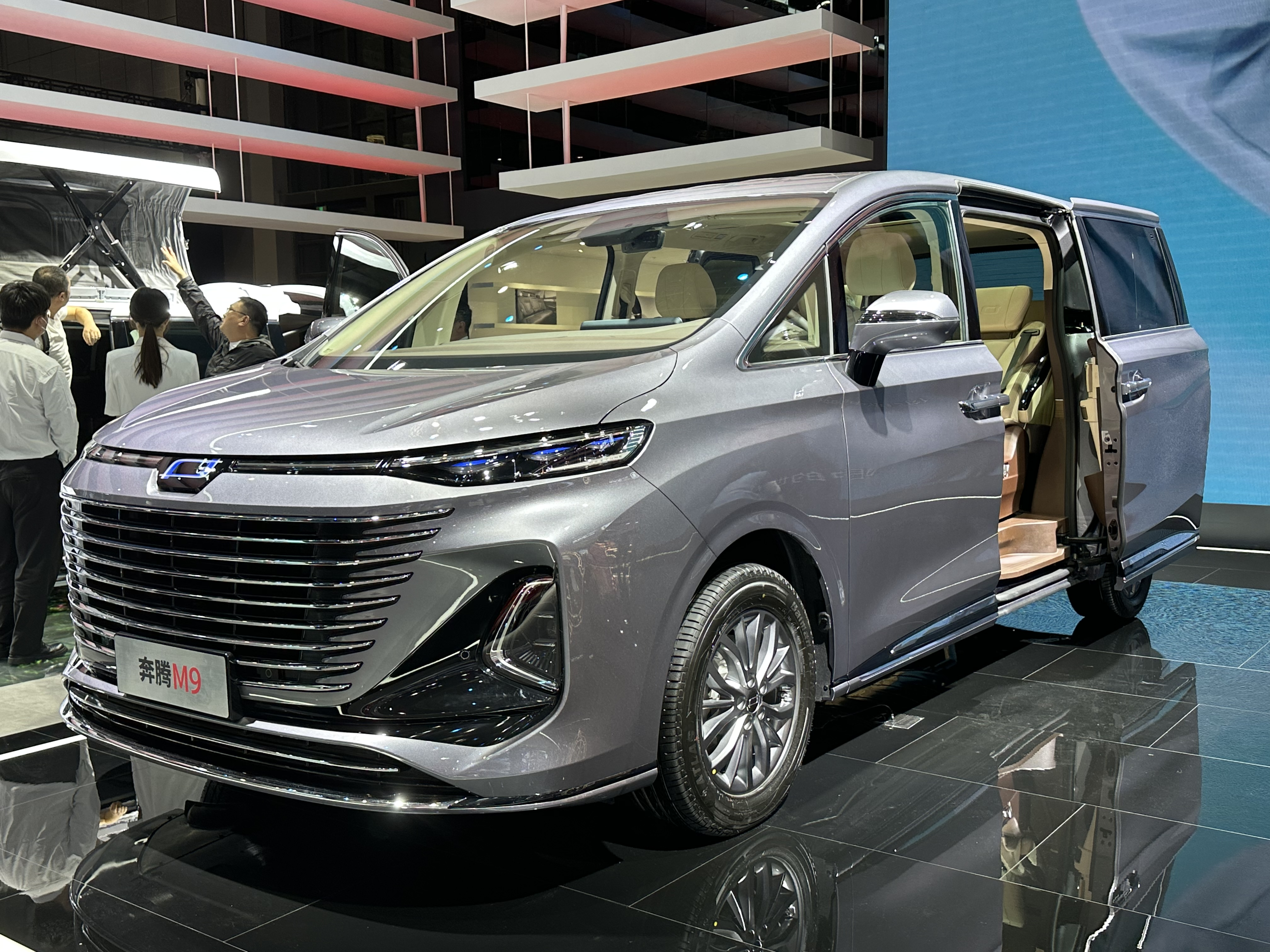
بستيون إم 9
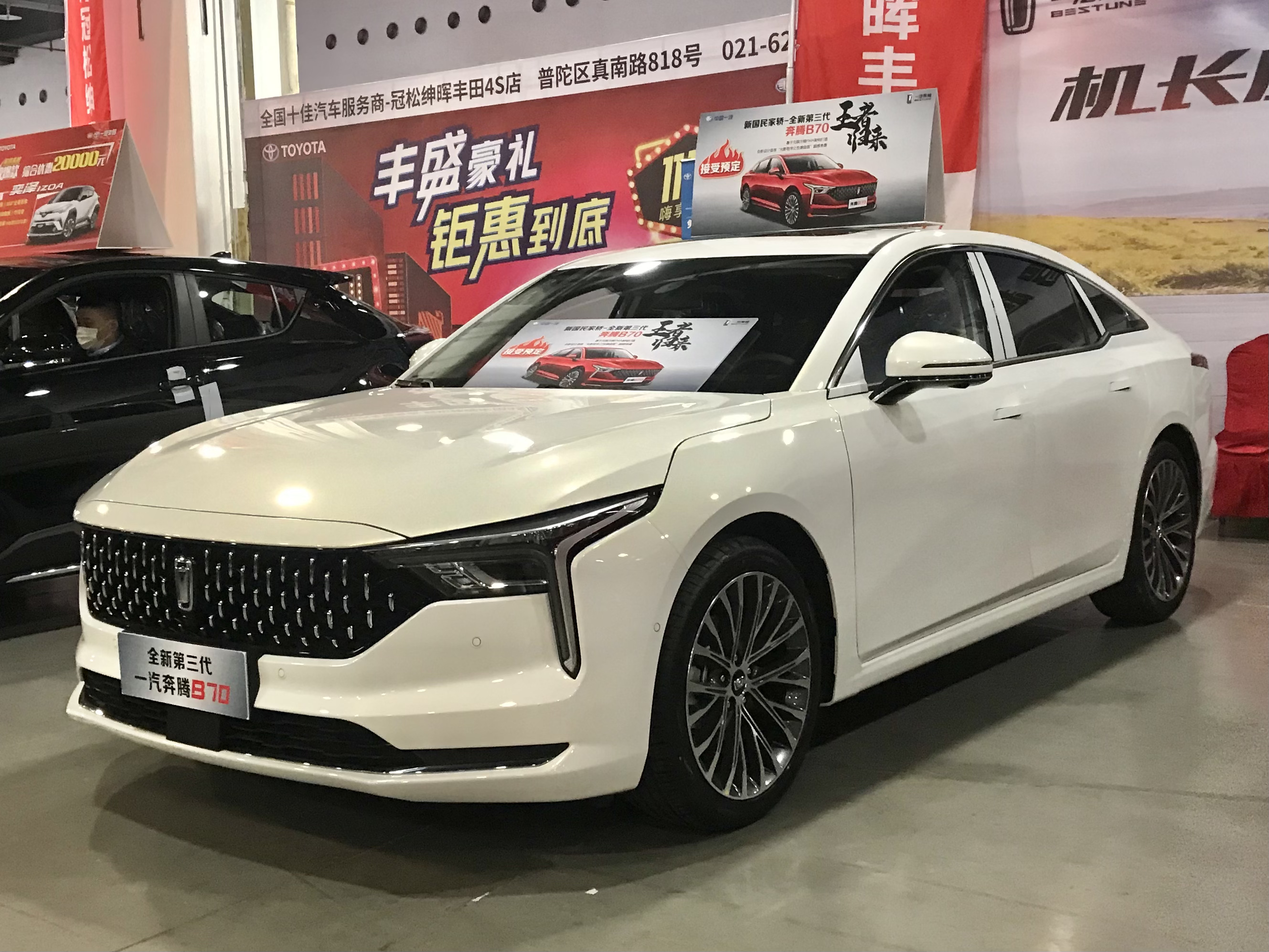
بستيون بي 70
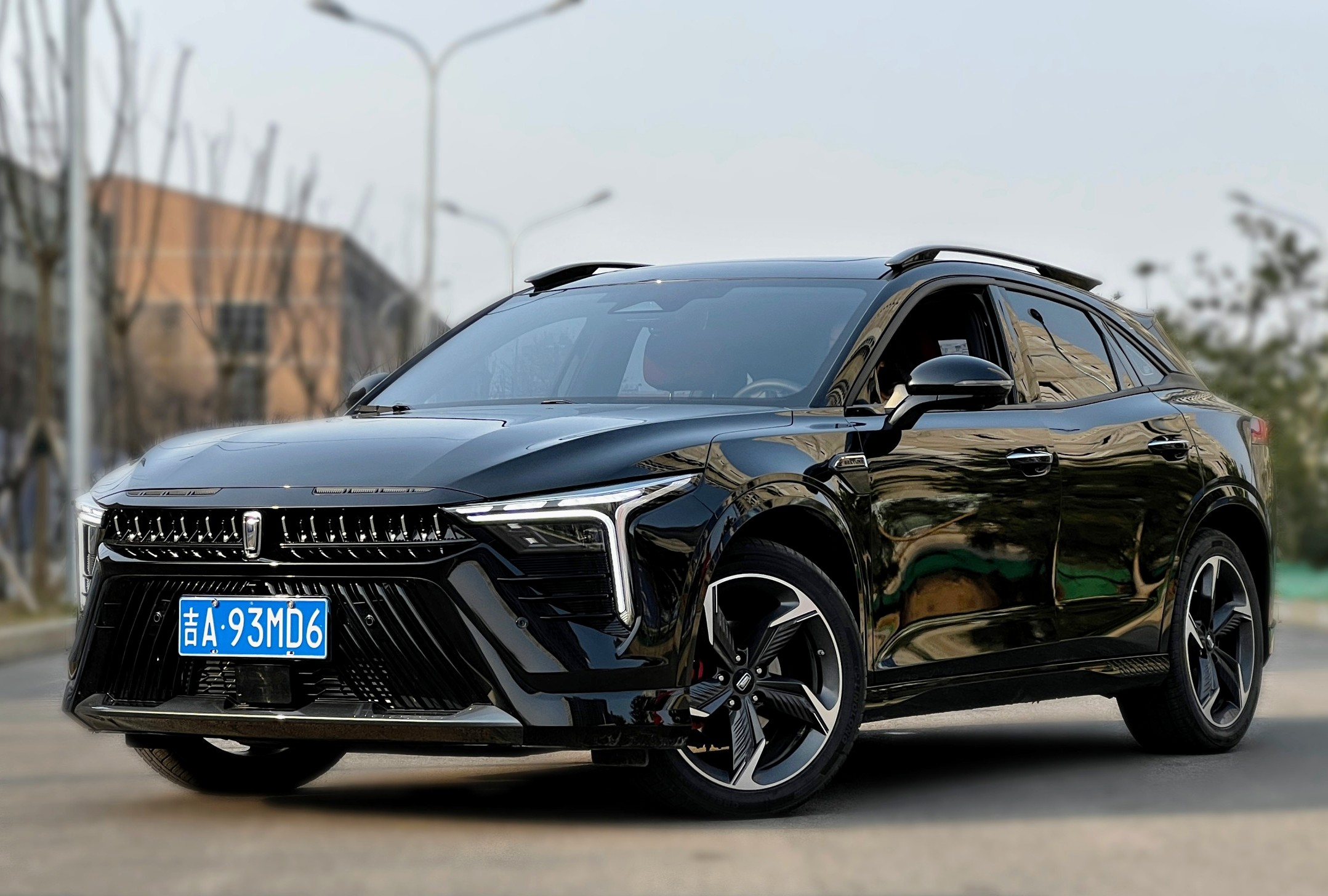
بستيون بي 70 إس
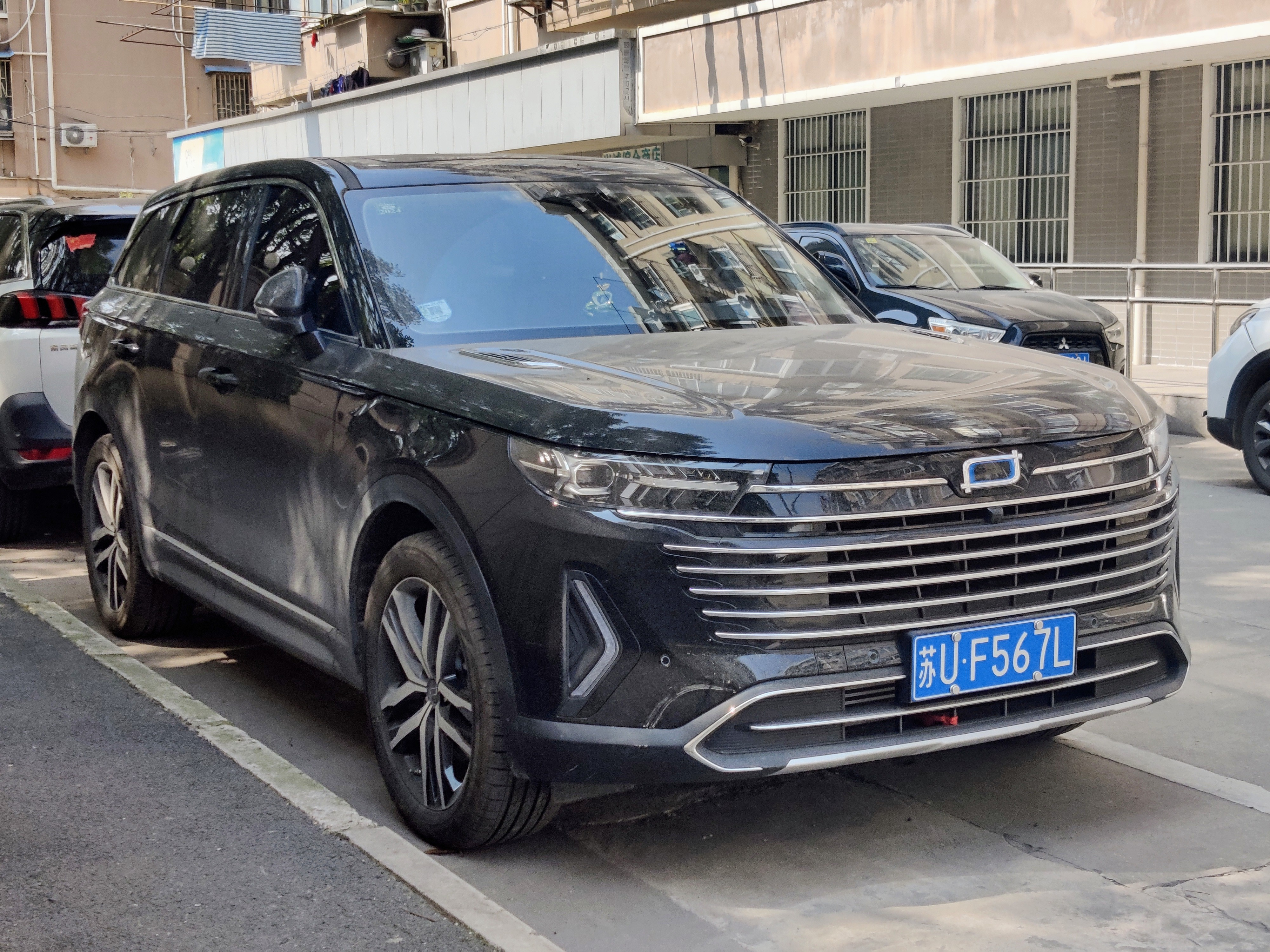
بستيون تي 99
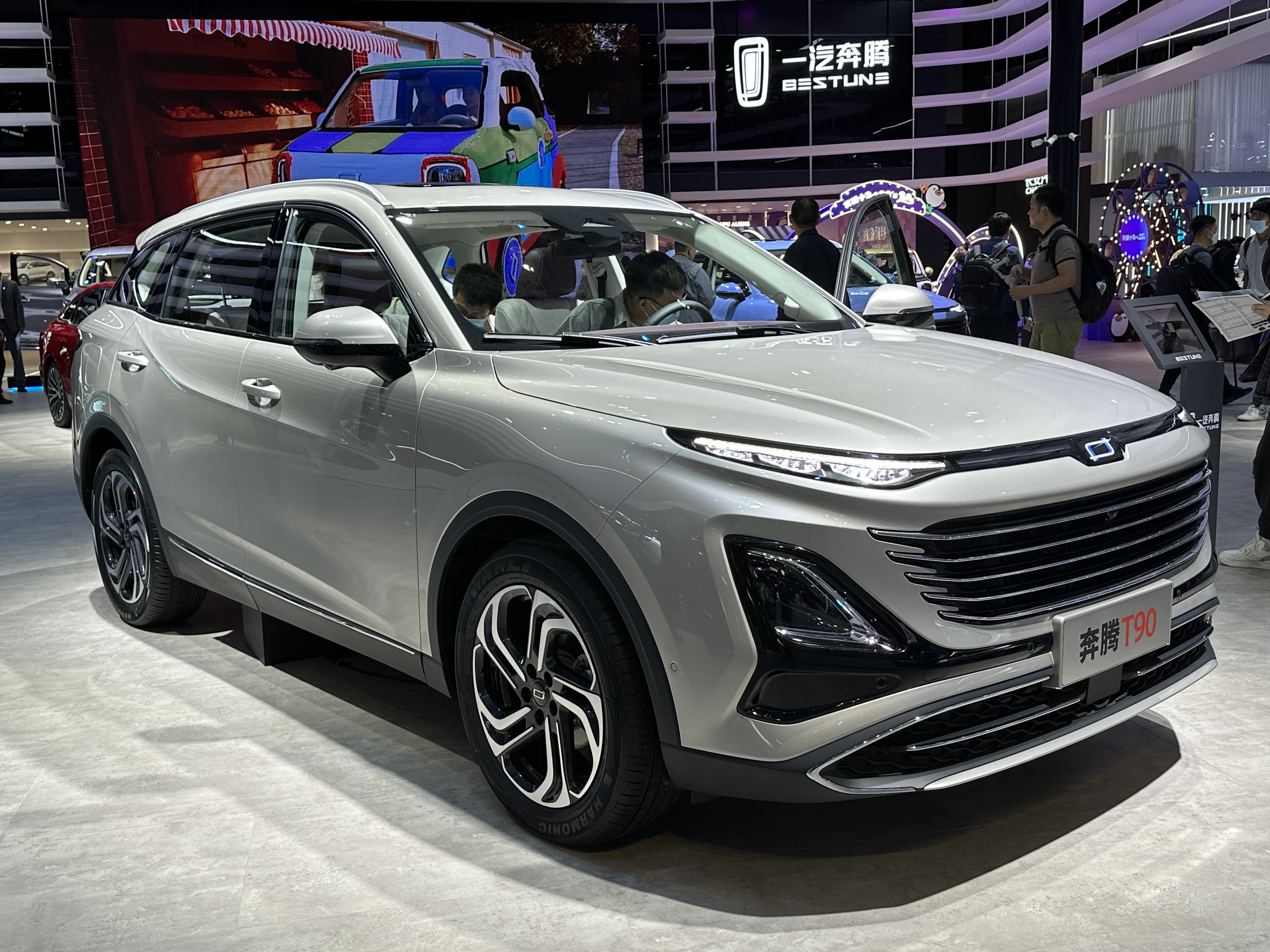
بستيون تي 90
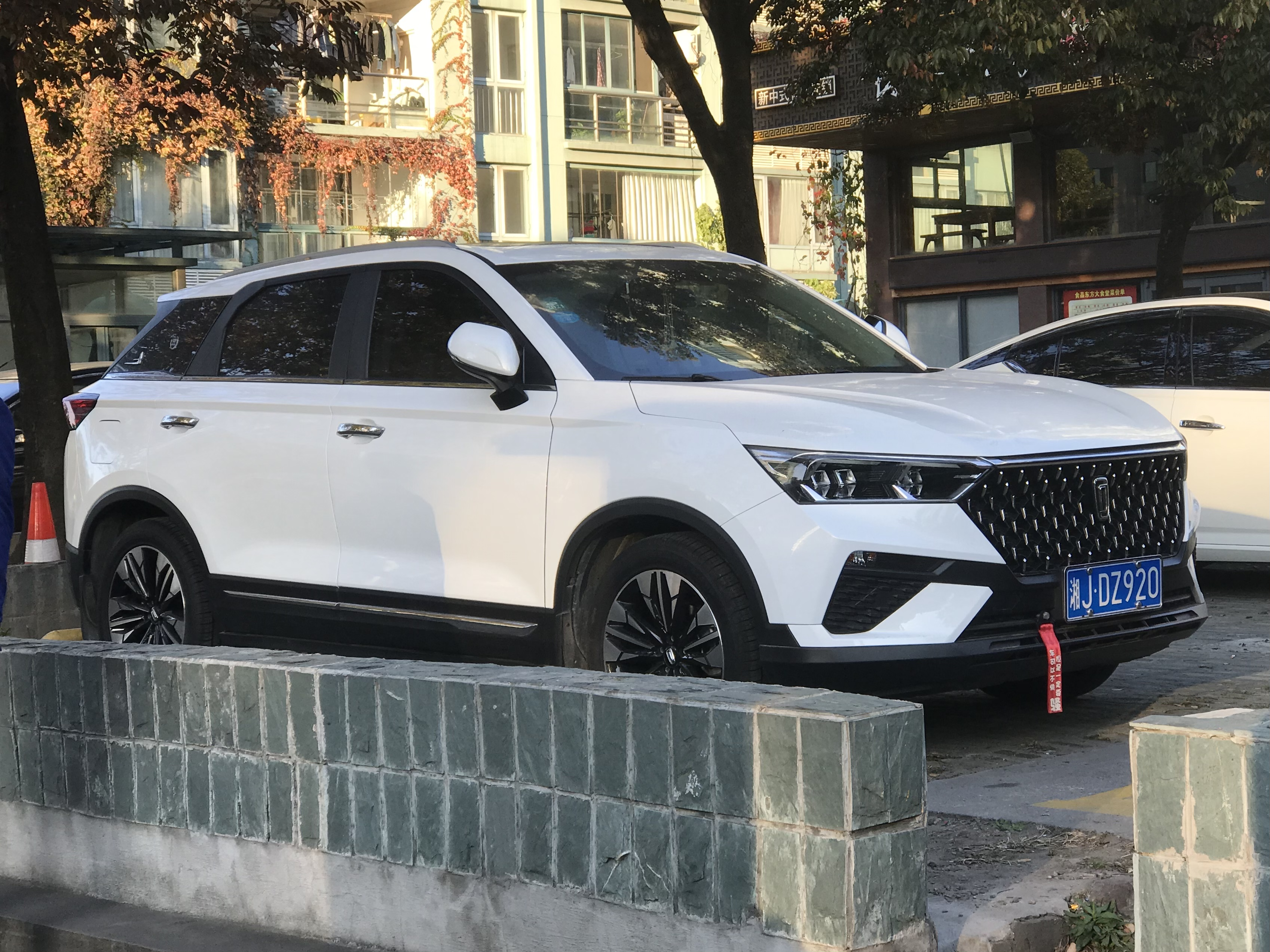
بستيون تي 77
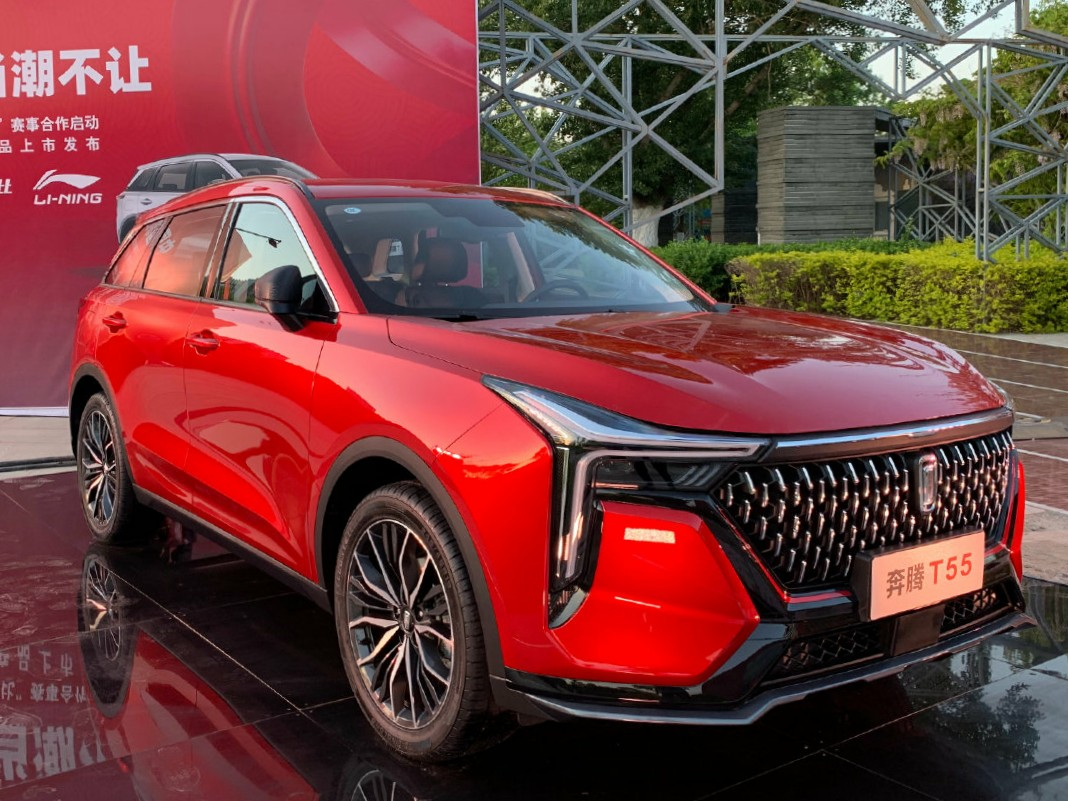
بستيون تي 55
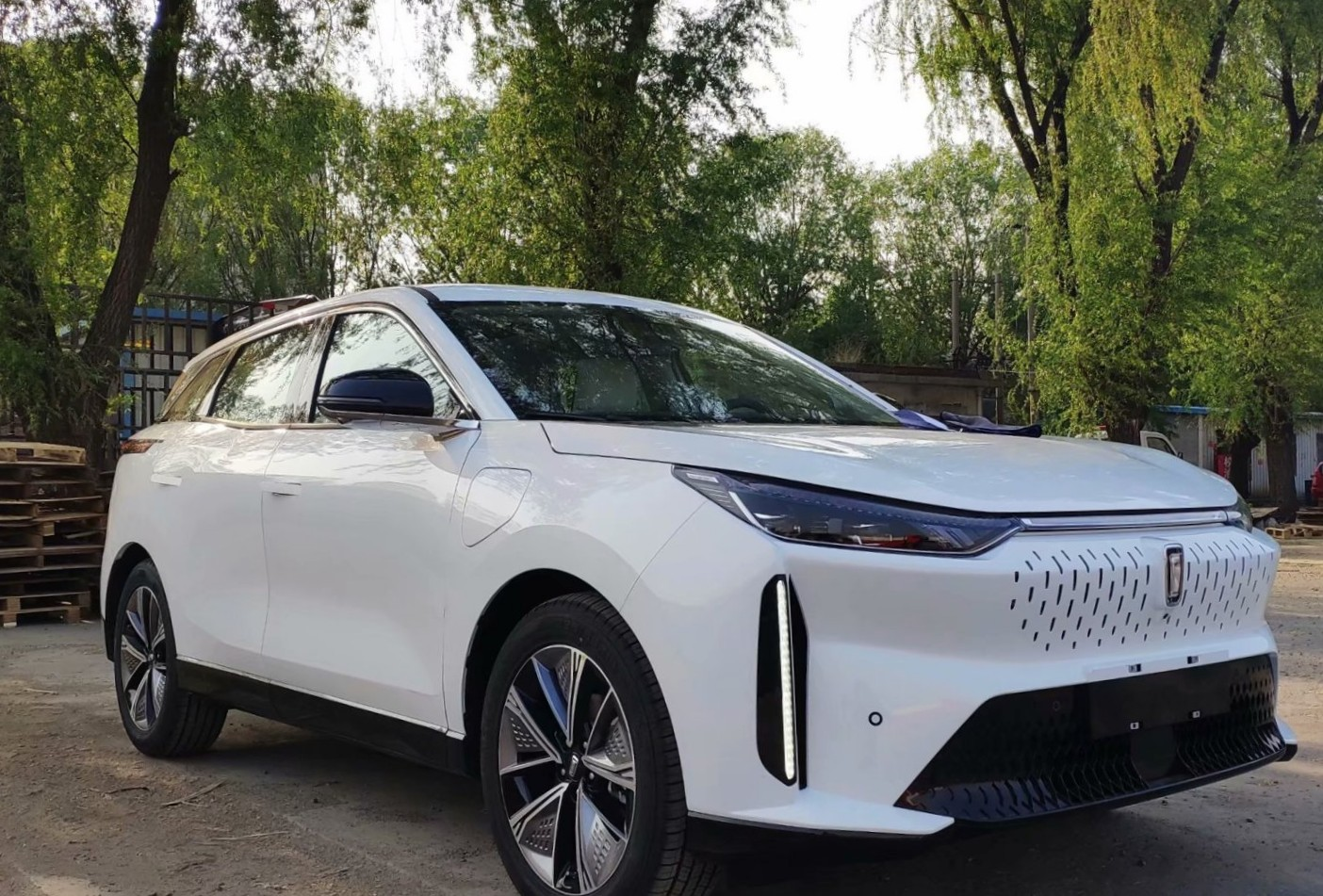
بستيون إي 01
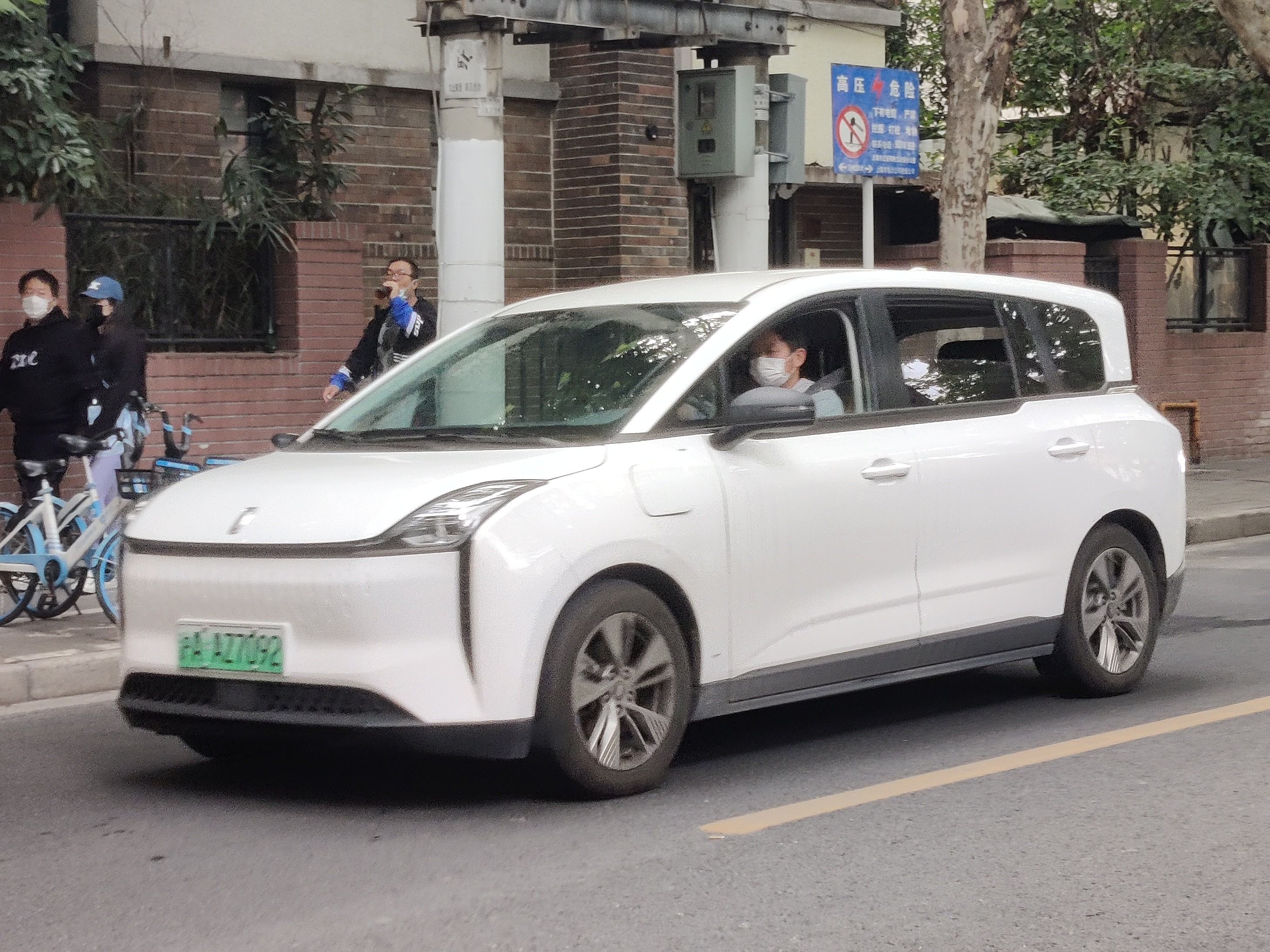
بستيون نات
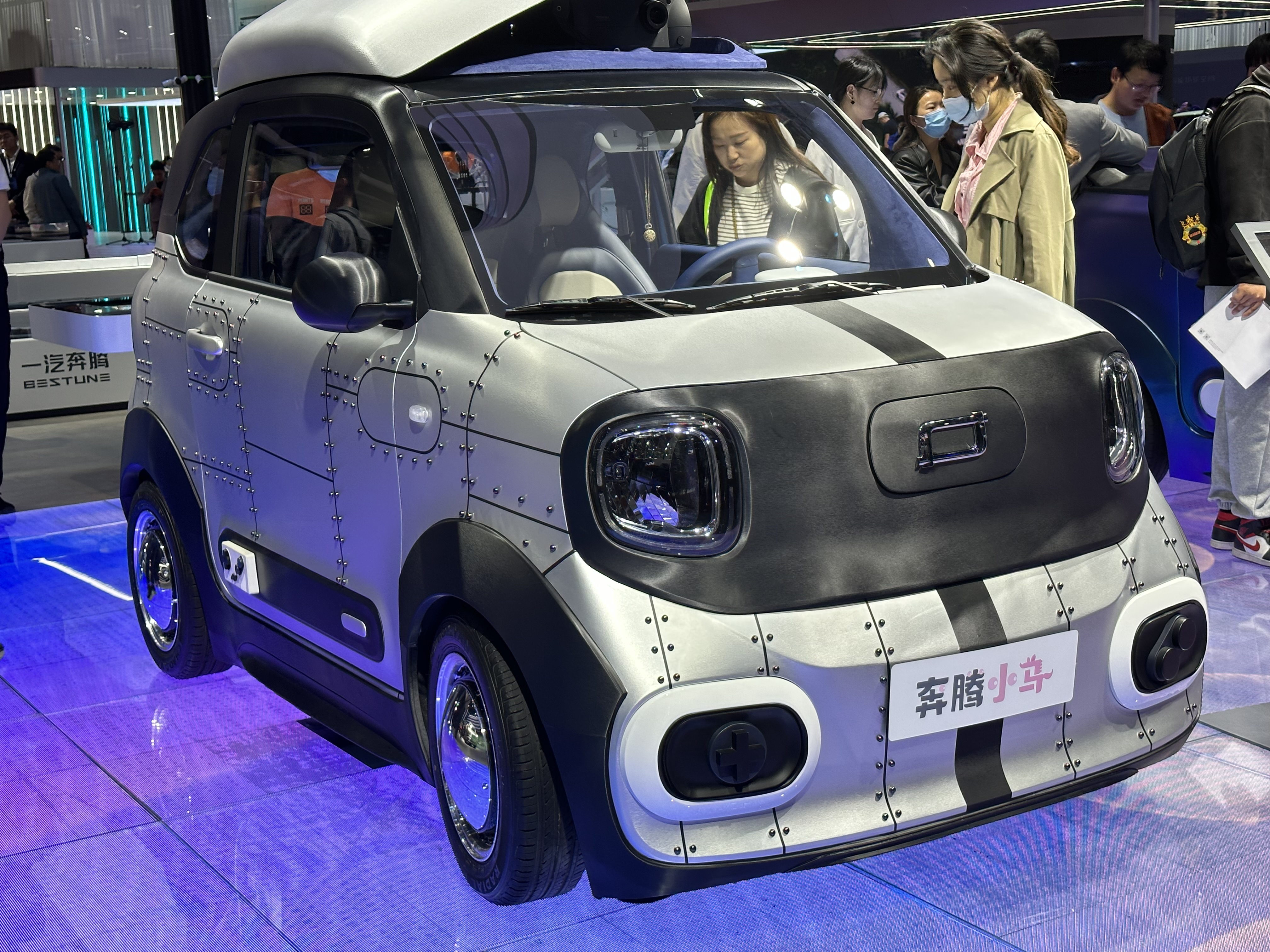
بستيون بوني

### النماذج المتوقفة
- بستيون بي 50 (2009-2019)، سيارة سيدان مدمجة
- بستيون بي 90 (2012-2017)، سيارة سيدان متوسطة الحجم
- بستيون بي 30 (2015-2020)، سيارة سيدان صغيرة الحجم
- بستيون إكس 80 (2013-2020)، سيارة الدفع الرباعي المدمجة
- بستيون إكس 40 (2016-2019)، سيارة الدفع الرباعي صغيرة الحجم
- بستيون تي 33 (2019-2022)، سيارة الدفع الرباعي صغيرة الحجم

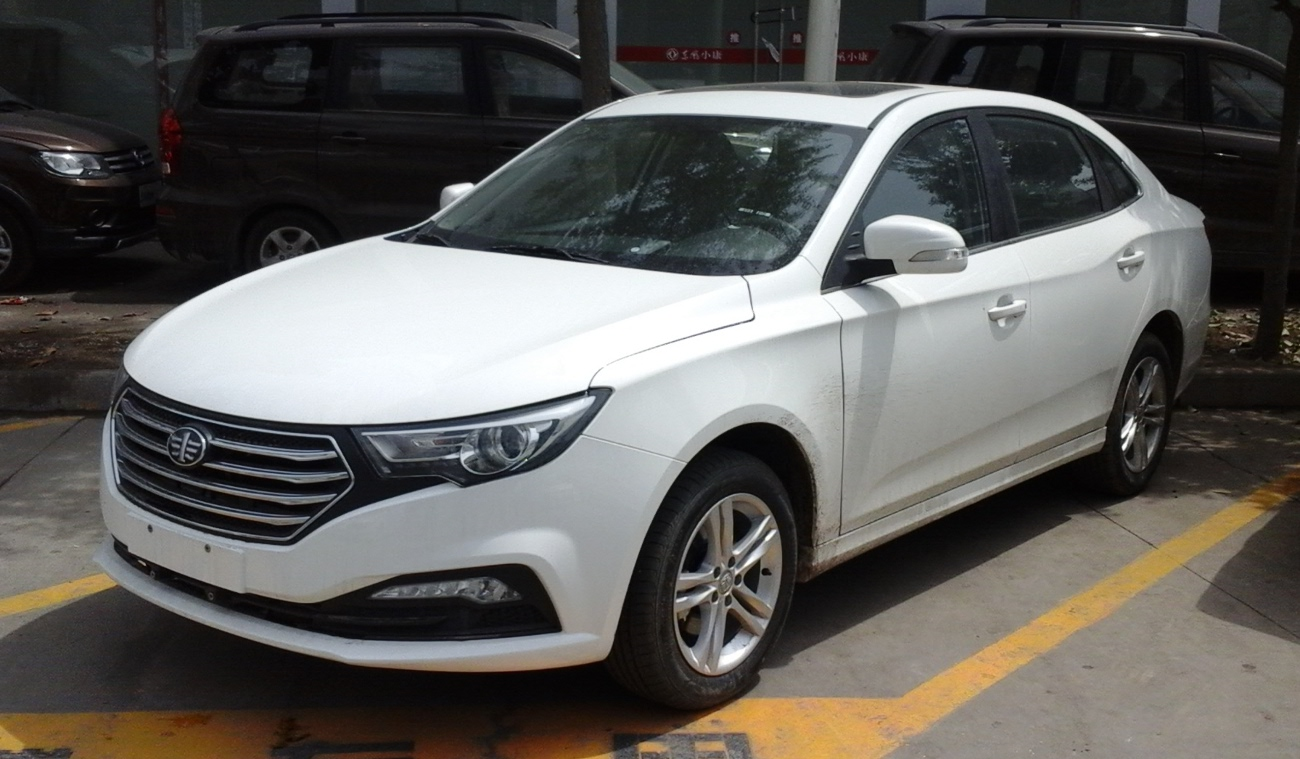
بستيون بي 30
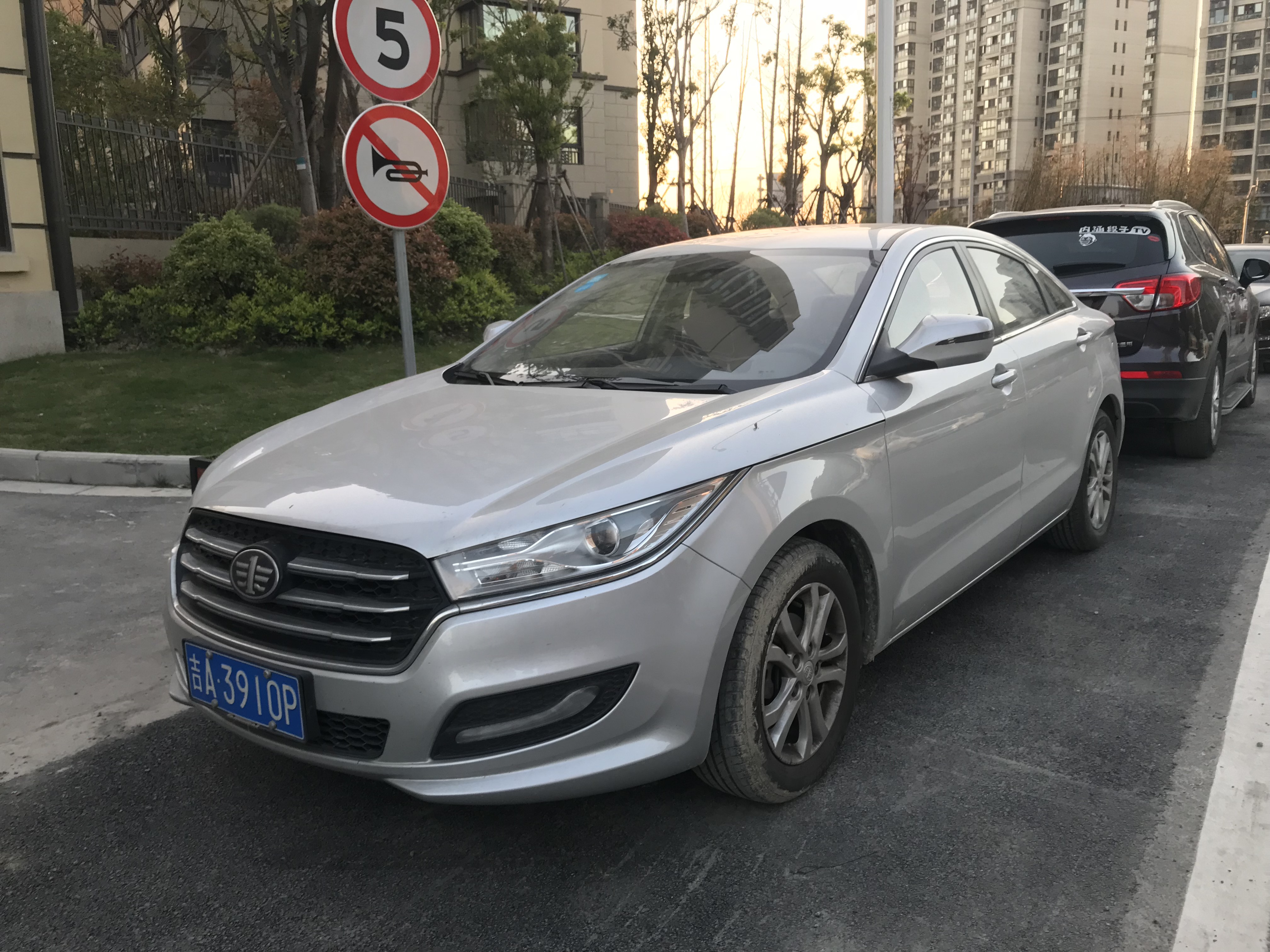
بستيون بي 50
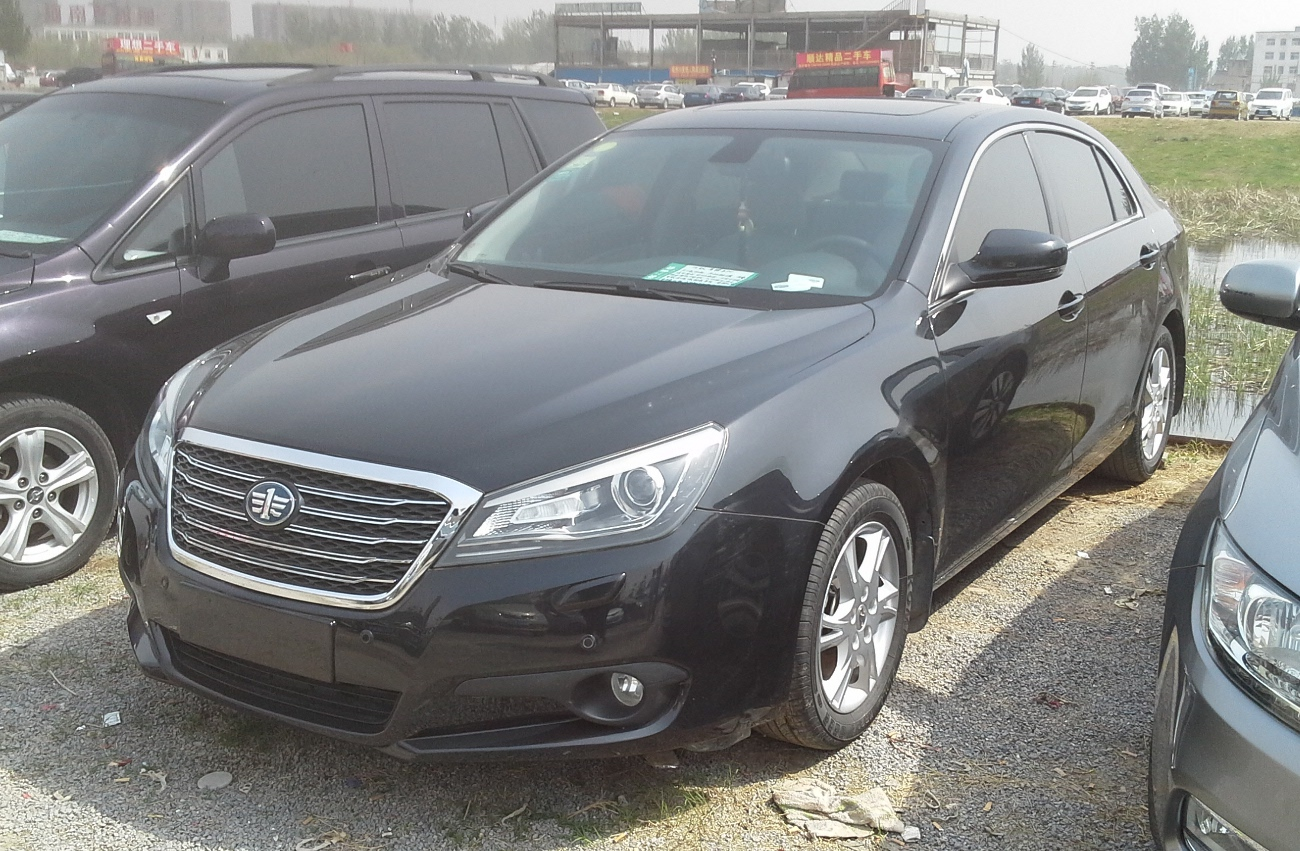
بستيون بي 90
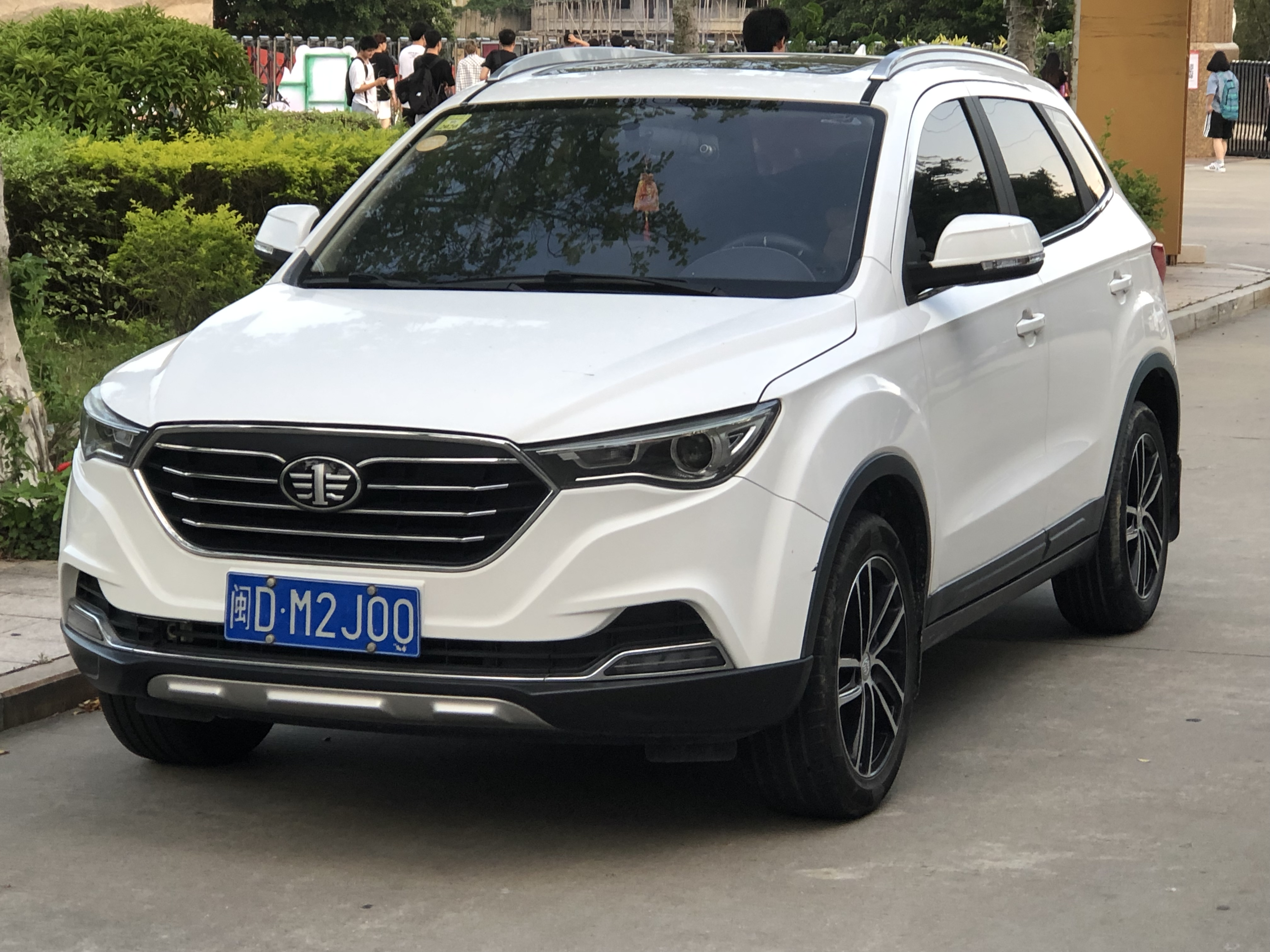
بستيون إكس 40
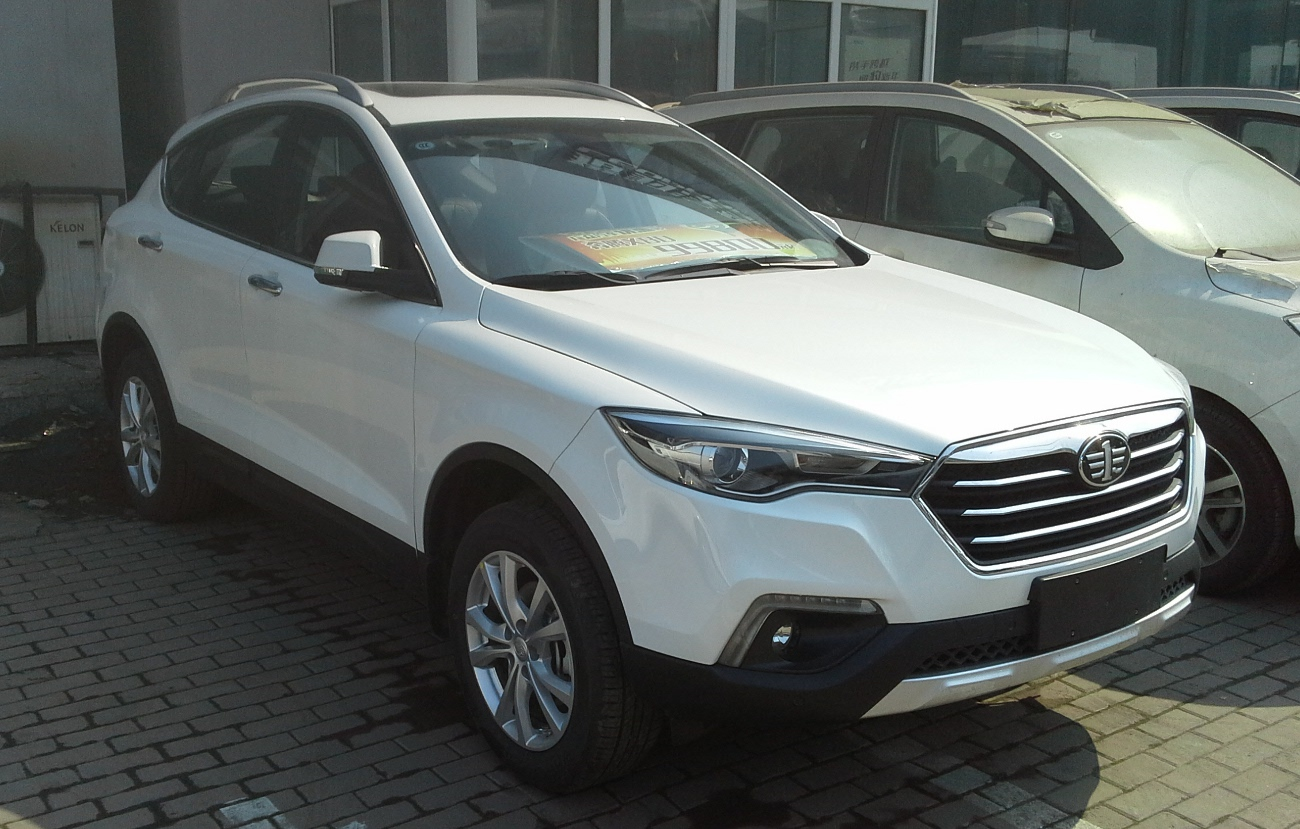
بستيون إكس 80
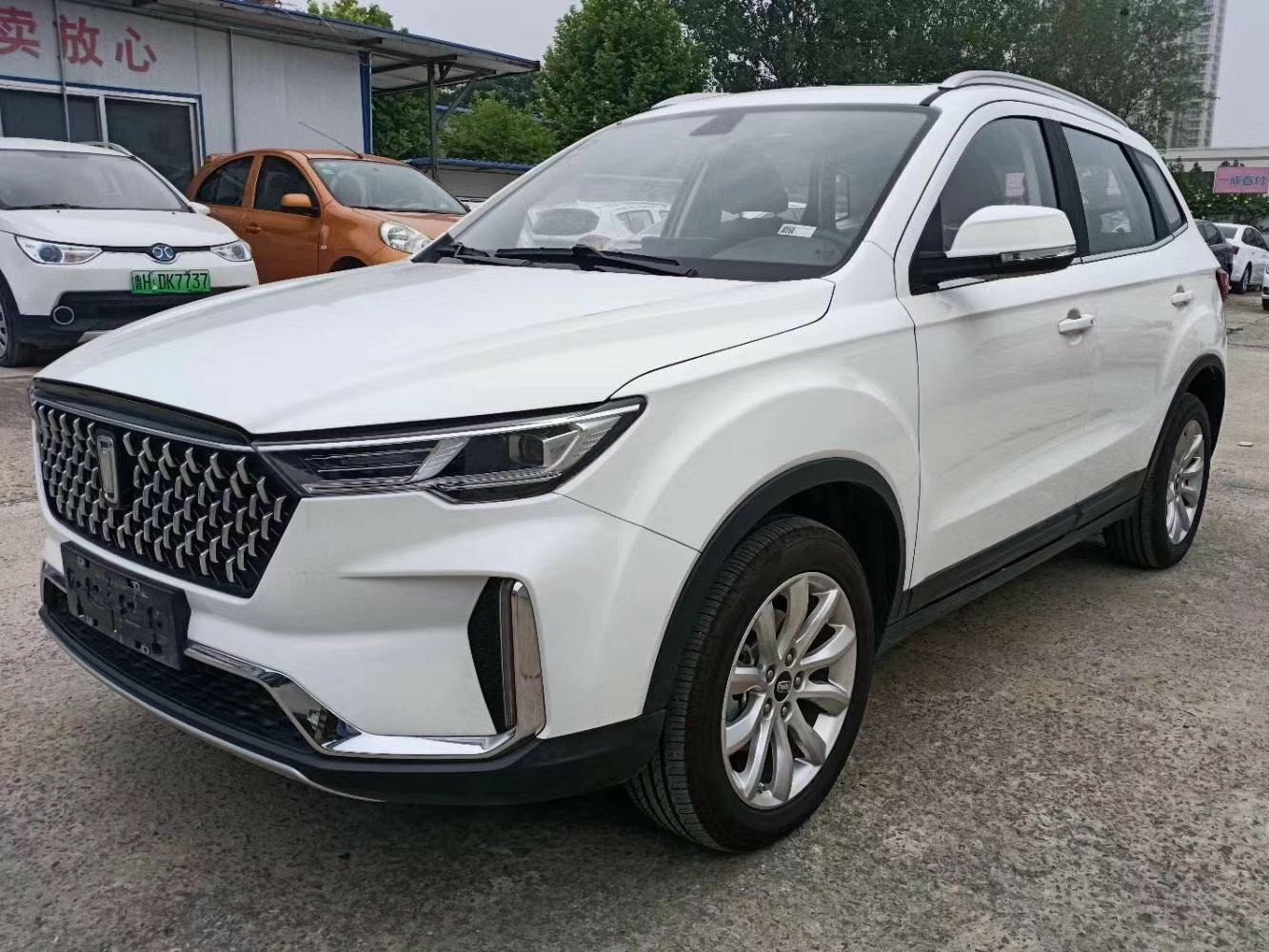
بستيون تي 33

### تصور
- تصور بستيون سي 105 (2019)
- تصور بستيون تي 99 (2019)
- تصور بستيون بي² (2020)
- تصور بستيون بوني (2023)

## المبيعات
فيما يلي جداول توضح مبيعات نماذج بستيون من العامين الماضيين.
| السنة | المبيعات |
| ----- | -------- |
| 2021  | 9,118    |
| 2022  | 19,111   |

| السنة | المبيعات |
| ----- | -------- |
| 2019  | 3,956    |
| 2020  | 13,054   |
| 2021  | 6,268    |
| 2022  | 2,184    |

| السنة | المبيعات |
| ----- | -------- |
| 2018  | 10,757   |
| 2019  | 45,908   |
| 2020  | 28,344   |
| 2021  | 14300    |
| 2022  | 10,247   |

| السنة | المبيعات |
| ----- | -------- |
| 2019  | 4,999    |
| 2020  | 3812     |
| 2021  | 7,860    |

## وصلات خارجية
- الموقع الرسمي نسخة محفوظة 2020-09-27 على موقع واي باك مشين. (بالصينية)
- الموقع الرسمي